# Thailands Billie Jean King Cup-lag
Thailands Billie Jean King Cup-lag representerar Thailand i tennisturneringen Billie Jean King Cup, och kontrolleras av Thailands lawntennisförbund. 

## Historik
Thailand deltog första gången 1976. Bästa resultt är då man nådde Elitdivisionens grupp II 2005 och 2006.